# 智能手机
智能手机（英語：smartphone）是一种既可用来拨打移动电话具有多功能任务处理移动计算的移动设备。它配备定制的移动操作系统，可浏览网页和播放多媒体文件，也可通过安装流動應用程式、电子游戏等程序来扩充功能。智能手机通常有许多中央处理器以及各种传感器，支持无线网络互联。有強大的运算能力和各種智慧功能。
随着移动互联网发展，移动应用程序市场及移动商务、手机游戏产业、社交即时通信网络高度繁荣，产生了数以万计的相关职业。通信技术发展、万物互联概念提出更是使智能手机成为重要的终端设备，进驻了现代社会的方方面面，成为民众生活中不可替代的一部分。

## 历史
1902年，內森·斯塔布菲爾德製成第一個無線電話裝置，這部可無線移動通訊的電話就是人類對  「手機」技術最早的探索研究。
1938年，美國貝爾實驗室為美國軍方製成了世界上第一部「行動電話」手機。

### 先驱

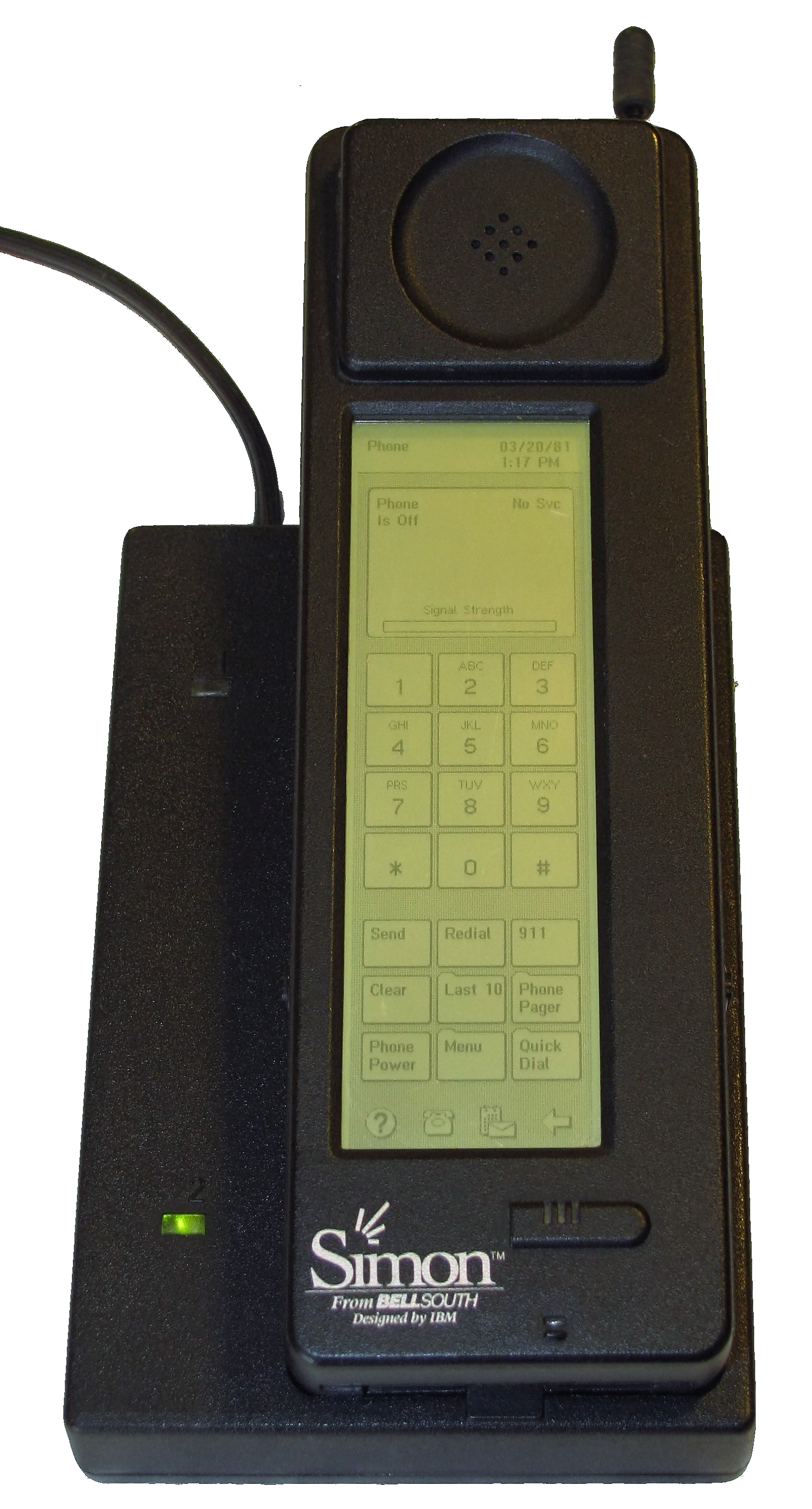
IBM Simon

90年代，IBM工程师Frank Canova意识到芯片与无线技术（chip-and-wireless technology）将可以放入到手持设备中。1992年，Frank Canova开发出第一款可称为“智能手机”的商用设备Angler，并于同年11月在COMDEX计算机工业贸易展览会上演示。1994年，Angler的改进版由Simon Personal Communicator的子公司BellSouth公開销售。除了能接听无线电话外，该设备还具备触摸屏，并可发送与接收传真和电子邮件。
IBM Simon由三菱电机生产，它配有LCD显示屏，并支持PC卡。但它平板的设计和低水平的电池续航，导致销量十分惨淡。此款产品之后，锂离子电池开开始取代镍镉电池，并广泛用于现代智能手机。

### PDA与手機的结合
20世纪90年代中晚期，许多人同时拥有移动电话和PDA，它们都搭载Palm OS、Newton OS、塞班系统和Windows CE/Pocket PC等作業系統。这些操作系统演化成早期的移动操作系统。这时期大多数“智能手机”都是电话与PDA的合体。结果这些设备比传统移动电话或PDA体积大，但能够使用蜂窝数据。于是，PDA与手机生产商在减小设备尺寸方面开始了竞争。但这些智能手机高昂售价和昂贵的移动数据计划费用，加上例如续航问题、扩展限制等令人无法接受的缺点。普及程度较低。1996年3月，惠普公司发布OminiGo 700LX，原型是HP 200LX掌上电脑，以诺基亚2110手机为外壳，并提供了基于ROM的软件。它有640x200分辨率并兼有四阴影灰度的LCD显示屏，可拨打和接听电话和收发短信、邮件、传真。配有DOS5.0系统，可运行数千种软件，包括早期版本的Windows。
到了1999年，HTC在英國電信mmO2（後改為O2）的會議室裡產生新的概念。當時通訊發展正從二Ｇ單純的語音傳輸，跨入二．五Ｇ的無線資料傳輸（Mobile Data），營運商已投資大筆資金更新設備網路，卻苦於沒有手機能配合業務（如GPRS、藍芽都是二．五Ｇ技術）當時周永明只是帶著腦子裡的「concept」（概念）去聊，認為宏達電能做出連結行動電話通訊系統及網路資料傳輸的GPRS手機，即使當時產品連個影子都沒有，對方卻半開玩笑地當場跪下來對周永明說，「請你趕快做給我。」
「我的第一個合約是用concept簽下來的，」周永明有些嚴肅的臉難得露出笑容，因為電信營運商一向被手機品牌商伺侯的像皇帝般，他卻讓營運商低頭求貨。
雖然事隔三年半後才出貨，比起承諾的時間足足晚了一年半，但花了千萬美金投資在這產品的宏達電，仍領先全球，研發出史上第一支裝載微軟作業系統，結合網路、影音的ＰＤＡ手機，讓手機不再只是一台移動的電話而已，加速促成人類的行動娛樂生活。其設計為全球第一支Windows CE的PDA，也是第一家做出世界第一支包含PDA加上電話功能之智慧型手機。
最初的智慧型手機功能并不多，主要是面向商务市场，试图消除支持电话功能的PDA与传统手机的区别，后来的机型增加了无线局域网、可攜式媒體播放器、數位相機、GPS北斗卫星导航系统格洛纳斯系统伽利略定位系统导航、NFC、水平重力感应器、蓝牙等功能，使其成为功能多样的设备，智慧型手機，淘汰了绝大多数在20世纪末推出的各类便携电子产品。
直到21世纪初，市场上的智能手机主要搭载黑莓、塞班、Windows Mobile系统。这时的手机拥有高分辨率、觸控螢幕和网页浏览器，从而实现了显示标准网页以及移动网页的功能，透過Wi-Fi和行動寬頻，实现随时随地的便捷互联网访问。通常使用全键盘而非触屏输入的设计，主打邮件推送和无线网络；
从2007年第一代iPhone面世，主流手机逐渐变成了正面为平面的设计，大尺寸的多点触控屏幕取代了原来的实体键盘與觸控筆，系统供应商开始提供用户下载与购买软件程序的软件商店，逐步具有云存储和同步、虚拟助理等功能，甚至目前的所有智能手机都支持移动支付功能。
2018年，韩国的三星公司推出智能手机，名為Galaxy Fold。

### 日本手机文化
1999年，日本电信运营商NTT DOCOMO开始运营I mode，这是一种新的移动网络平台，可提供每秒960位元的数据传输速度，并可在该平台使用线上购物等功能。Imode使用cHTML技术。I mode崛起帮它积累了大量用户（2001年底达到四千万用户）。资产总额跻身世界第二，日本第一。日本手機很快便与世界其他手机在功能与服务上产生了差异。比如当时日本手机独有的NFC、会员卡、身份证、门票、优惠券、转账，以及可供下载的音乐铃声。

### 现有知名手機品牌
- - Samsung
- 日本
  - Sharp
  - Sony
- 臺灣
  - Asus
- 中国大陆
  - Huawei
  - Xiaomi
  - OPPO
  - OnePlus
  - Vivo
  - Honor
  - Nubia
  - ZTE
  - Redmi
  - POCO
  - realme
  - Tecno
  - iQOO
  - MEIZU
- 美国
  - Apple
  - Google
  - Motorola
- 英国
  - Nothing

## 軟體

### 內置系統

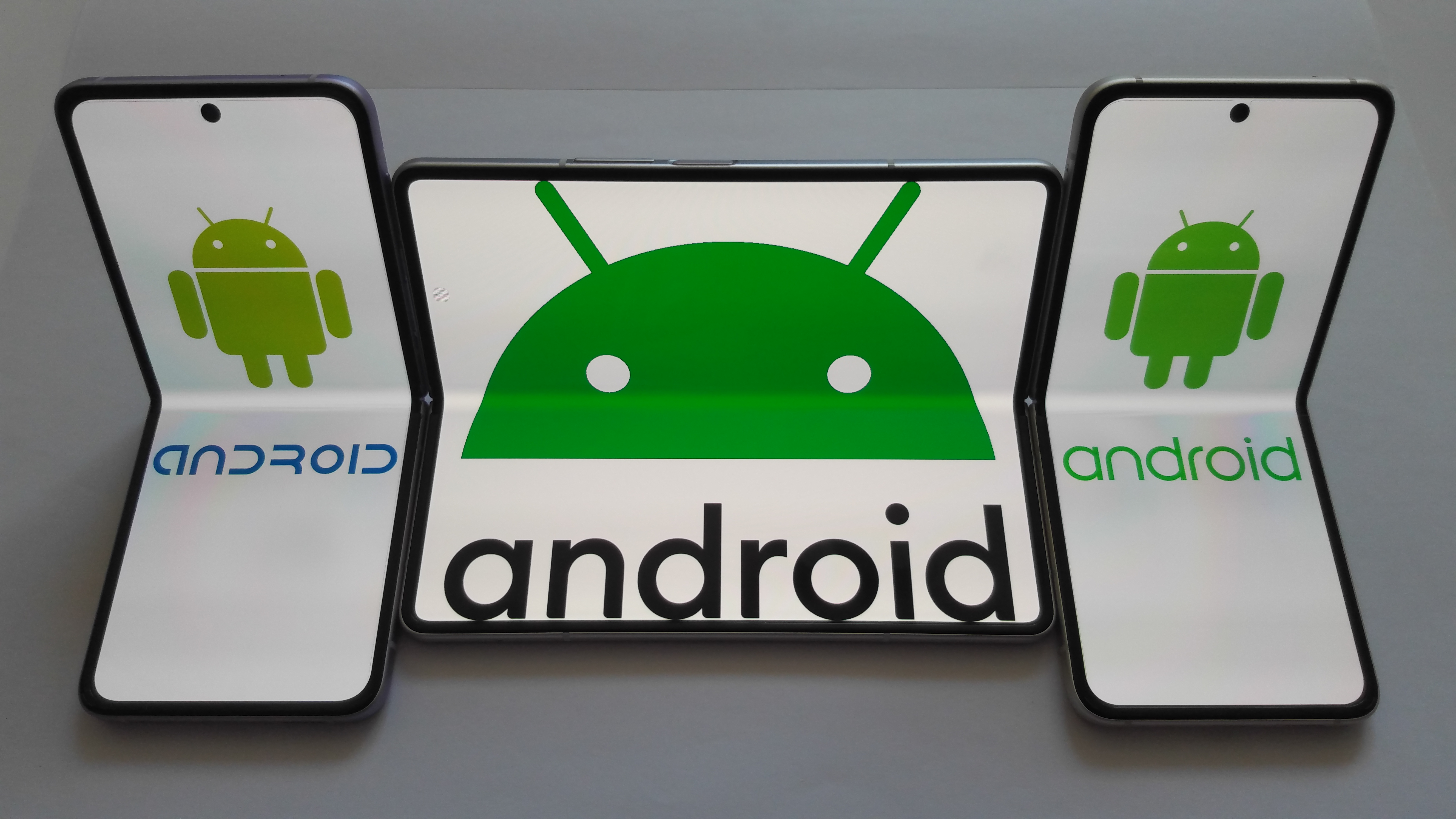
使用Android作業系統的智能手機

「智慧型手機」这说法主要针对「功能手机」而来，對於那些運算能力及功能比傳統功能手機強的手机的統稱。
業內人士認為，智慧型手機能夠顯示與個人電腦所顯示出來一致的正常網頁，且能顯示手機版的網頁，有行動作業系統以及成熟的使用者界面，應用擴展性強，能方便隨意安裝和刪除應用程式；智慧型手機有超大高畫質觸控螢幕，能隨時用鍵盤來進行觸摸、手寫、進行多任務操作，並且擁有強大的多媒體、郵件、上網功能，能完全取代MP3、MP4和PDA等傳統攜帶设备；智慧型手機能替代個人電腦處理辦公事務和其他事務，它能隨時與網路保持連接，並且能與電腦、筆記本電腦等其他设备同步資料。
智慧型手機的新定義使得智慧型手機與傳統功能手机能完全區分開來，不再是之前的模糊關係。同樣，Android支援多任務處理，但早期的蘋果iOS系統與微軟Windows Phone系統不支持智慧型手機應有的多任務處理，是否為智慧型手機系統有許多爭議。但隨後蘋果發布的iOS 4支持多任務處理；而微軟也發布的Windows Phone 7.5支持多任務處理，至此兩者都能認定為智慧型手機系統。
智慧型手機有别於普通帶觸控式螢幕的手机。一般普通帶觸控式螢幕的手机都用生产商自行开发的封闭式操作系统，再透過Java平台來增加其他程式，功能非常有限。

## 

### 智能手機品牌銷售排名
| 年度 | 三星  | 華為  | 蘋果  | 小米  | OPPO  | 其它  | 總計    |
| ---- | ----- | ----- | ----- | ----- | ----- | ----- | ------- |
|      |       |       |       |       |       |       |         |
| 2017 | 317.7 | 154.2 | 215.8 | 92.7  | 111.7 | 573.4 | 1,465.5 |
| 2018 | 292.3 | 206   | 208.8 | 122.6 | 113.1 | 462   | 1,404.9 |
| 2019 | 295.7 | 240.6 | 191   | 125.6 | 114.3 | 403.6 | 1,371.0 |

### 智慧型手機作業系統
| 年度    | Android（Google） | iOS（Apple） | Windows Mobile／Phone（Microsoft） | BlackBerry（前身RIM） | Symbian（Nokia） | Palm／WebOS（Palm／HP） | Bada（Samsung） | 其它  | 總計     |
| ------- | ----------------- | ------------ | ---------------------------------- | --------------------- | ---------------- | ----------------------- | --------------- | ----- | -------- |
| 2007    | 未有              | 3.3          | 14.7                               | 11.77                 | 77.68            | 1.76                    |                 |       | 122.3156 |
| 2008    | 未有              | 11.42        | 16.5                               | 23.15                 | 72.93            | 2.51                    |                 |       | 139.2879 |
| 2009    | 6.8               | 24.89        | 15.03                              | 34.35                 | 80.88            | 1.19                    |                 |       | 172.3731 |
| 2010    | 67.22             | 46.6         | 12.38                              | 47.45                 | 111.58           | 停止開發                |                 |       | 296.6466 |
| 2011    | 219.52            | 89.26        | 8.77                               | 51.54                 | 93.41            | 停止開發                | 9.6             | 14.24 | 467.701  |
| 2012    | 451.62            | 130.13       | 16.94                              | 34.21                 |                  | 停止開發                | 15.9            | 47.20 | 680.1082 |
| 2013    | 758.72            | 150.79       | 30.84                              | 18.61                 | 停止開發         | 停止開發                | 停止開發        | 8.82  | 967.7758 |
| 2014    | 1,004.68          | 191.43       | 35.13                              | 7.91                  | 停止開發         | 停止開發                | 停止開發        | 5.75  | 1,244.89 |
| 2015    | 1,132.4           | 223.4        |                                    |                       | 停止開發         | 停止開發                | 停止開發        |       | 1,432.9  |
| 2016    |                   |              |                                    |                       | 停止開發         | 停止開發                | 停止開發        |       | 1,470.6  |
| 2017    |                   |              | 停止開發                           |                       | 停止開發         | 停止開發                | 停止開發        |       | 1,472.0  |
| 2018    |                   |              | 停止開發                           |                       | 停止開發         | 停止開發                | 停止開發        |       | 1,404.9  |
| 2019    |                   |              | 停止開發                           |                       | 停止開發         | 停止開發                | 停止開發        |       | 1,371.0  |
| 2020 Q1 | 258.2             | 40.9         | 停止開發                           | 停止開發              | 停止開發         | 停止開發                | 停止開發        |       | 299.1    |

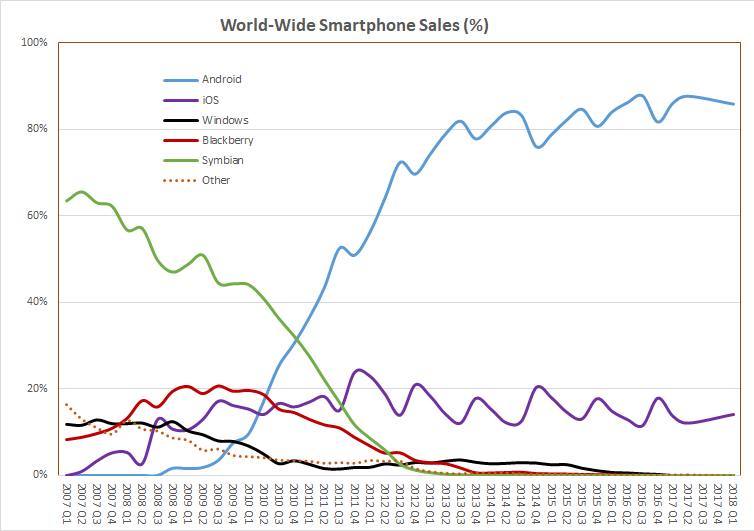
2007-2018年智能手机操作系统的市场份额

几年来，智能手机的销量已经超过了市场上的其他手机。根据2012年的一项调查，大约一半的北美手机消费者使用智能手机，在25到34岁的群体中，智慧型手機的占有率可达到62%。NPD Group报告称2011年第三季度美国18岁对于以上消费者，智慧型手機的销量已经达到了59%。
在欧洲的手机市场，根据comScore的一份报告，截至2012年底，德国、法国、義大利、西班牙和英国五个国家的行動網際網路使用者总数达到了2.41亿，其中有57%的使用者使用智慧型手機，消费者转向智慧型手機的趋势已经非常明显。在德国、法国、義大利、西班牙和英国智慧型手機普及率均超过50%，其中西班牙以66%排名第一。2012年12月，上述五国消费者所购买的手机中智能手机均占75%。
在中国大陆，智慧型手機的销量于2012年第二季度超过半数。根據E Market的調查，2016年時臺灣使用智慧型手機的人口佔73.4%，居全世界前段。